# 李光耀
李光耀 GCMG CH SPMJ DK（1923年9月16日—2015年3月23日），新加坡第一任總理，人民行動黨創始人，元老和第一任秘书长。1959年，李光耀開始擔任總理長達31年，1990年卸下總理職務，轉任國務資政和內閣資政繼續掌權，直至2011年才從內閣退休。
李光耀是个极具争议的威權主義者，支持者赞赏他领导的政府清廉，反对者则指责他强硬的执政风格和对政治异议的严厉镇压，认为他对言论自由和政治多样性的限制过于严格。2006年9月李光耀因发表“马来西亚和印尼政府有系统边缘化华人”言论引起与邻国马来西亚和印尼的外交风波。
2015年3月23日，李光耀因重症肺炎医治无效逝世。马来西亚前首相马哈迪·莫哈末在其部落格发表了主题为《光耀与我》的文章，马哈迪认为随着李光耀的逝世，东南亚国家联盟再也没有类似李光耀及印尼第二任总统苏哈托的强势派领导。

## 早期生活

### 儿时与早期学业

小时候的李光耀

李光耀生於新加坡甘榜爪哇路（Kampong Java Road）92號的一座2層高的别墅內，是父親李進坤（Lee Chin Koon）與母親蔡認娘（Chua Jim Neo）的長子。而其祖父李雲龍（Lee Hoon Leong）對他施以英语教育的舉措，使得他自幼受到了英国文化強烈影響。
李光耀有三弟一妹，其二弟李金耀與李光耀一樣曾於剑桥大学修讀法律，其後與兄長開設律師事務所；三弟李天耀曾經為一間股票證券行主席；妹李金滿；四弟李祥耀為一名醫生，曾於劍橋大學修讀醫學。
1935年，12岁的李光耀考入當地的英校莱佛士书院（初中部）；1940年，17岁的他考入该校的高中部，但在日軍占领新加坡后中断学业。1942年開始學習中文和日文，成為首屆官方日語考試畢業生後1943-1945年間於大日本帝國大本營陸軍參謀部報道部工作。

### 求學與婚姻
二战结束后的1946年，李光耀在亲友的帮助下凑集学费，乘運兵船MV不列颠号远赴英国留学。在留英初期，李光耀就读于伦敦经济学院，并在学习时受到导师哈罗德·拉斯基的社会主义理论影响，逐渐展现反對英国殖民统治倾向，但却在后期一直以「反共者」著称。他曾在他的回忆录中表示，“之所以讨厌共产党人，根源在于他们采用列宁主义的方法，不在于他们的马克思主义理想。”一年后，李光耀转到剑桥大学攻读法律，并于1949年考获双重一等荣誉学位，名列榜首毕业，随后取得律师资格。1950年，他与以前在莱佛士书院的同学柯玉芝结婚。

## 從政
1950年，还在英国的李光耀加入了一个由旅居当地的东南亚人所组成的、以争取马来亚独立为目标的团体「马来亚论坛」。同年8月，李光耀回到新加坡，开始从事律师工作。1952年，李光耀因为代表「新加坡罢工的邮差」与政府谈判而声名大噪，在工会中建立了群众基础，从而为其将来的从政之路奠定了基石。
1954年10月，李光耀与一些从英国回来的华人、当地受华文教育的左派学生和工会领袖成立人民行动党，参加次年举行的首屆选举。这次选举中，李光耀本人顺利当选立法议会议员，开始与新加坡方面马来亚共产党（“马共”）负责人林清祥等人合作，为新加坡争取自治地位。

## 新加坡總理，建國前（1959—1965）

### 掌权第一年
在李光耀掌权的第一个月，由于外国资本投資力度下降，西方企业和外籍人士担心新政府的反殖民热情，新加坡经历了经济衰退。作为“反黄色文化”运动的一部分，李禁止点唱机和弹球机，而内政部长王邦文领导的警察突击搜查酒吧和色情出版物。政府打击秘密社团、卖淫和其他非法活动，《时代》杂志后来报道说，整整一周过去了，第一次没有“绑架、敲诈勒索或黑社会的喧嚣”。李还带头开展了几次“动员运动（mobilisation campaigns）”来清洁城市，在政府办公室安装空调，并削减公务员的工资。最后的举动激起了该部门的愤怒，李认为这是平衡预算的必要条件。
1959年6月3日，新加坡自治邦成立，而人民行动党也在自治邦政府的首次选举中成为立法议会第一大党，由李光耀出任自治邦政府总理。此后，李光耀一直希望与马来亚合并成立「马来西亚」，从而为新加坡经济发展提供保障，最後还可以铲除在当地日渐壮大的马共势力。

### 行动党分裂
1961年，行動党内以李光耀为首的“反共分子”与“亲共分子”决裂，李光耀逐漸右傾。1963年2月，尚未獨立的新加坡在李光耀帶領下，配合馬來亞、英國殖民政府發起大規模保安行動（即“冷藏行动”），拘捕及拘留至少133人，包括反對派重量級政客、新聞記者和編輯以及學生，外界普遍認為這次行動是針對共產主義者，打壓反對新加坡和馬來亞合併的聲音。 同年7月，李光耀在伦敦与马来亚东姑阿都拉曼政府达成协议，新馬正式合并。合并后的马来西亚联邦政府与李光耀主导的新加坡自治邦政府采取行动，逮捕了新加坡的多名马共高层。

### 马来西亚人的马来西亚以及新加坡独立
新馬合併後，馬來西亞联邦政府与新加坡自治邦政府在经济等多项政策上很快就產生严重的分歧。1964年，新加坡发生种族骚乱，李光耀政府藉此指责马来西亚首相东姑阿都拉曼与联邦政府试图推行「种族沙文主义」，使馬来人在聯邦内享有特殊的高等待遇，並在幕後煽动在新加坡的馬來人反對新加坡自治邦政府。而聯邦政府高層則對此十分反感，也因随後雙方多次協商未果，導致新加坡最终在1965年被驅逐出马来西亚联邦，並於8月9日被迫宣布獨立，李光耀為此落淚。

## 新加坡共和国总理（1965—1990）
尽管发生了重大事件，但李光耀并未呼吁议会召开会议，以协调新加坡作为一个新国家将立即面临的问题。在没有进一步说明谁应该在他不在的情况下采取行动的情况下，他在一个孤立的小木屋里隔离了六个星期，电话无法联系到。据当时的副总理杜进才说，议会一直处于“假死”状态，直到当年12月开会。
李光耀在回忆录中说他无法入睡。在英国驻新加坡大使约翰·罗布和英国首相哈罗德·威尔逊了解李光耀的情况后表示关切，对此李光耀回答说：
不用担心新加坡。我和我的同事即使在我们痛苦的时刻也是理智、理性的人。在我们在政治棋盘上采取任何行动之前，我们将权衡所有可能的后果。

### 外交政策

#### 与中华人民共和国的关系
新加坡初獨立之時，李光耀曾對外說了這麼一段話。「我不是中國人，就如肯尼迪總統不是個愛爾蘭人。慢慢的，世人會知道，新加坡姓李、高、王、楊、林的人們，外表上是中國人，說著華文，然而卻與中國人不同。我們有中國人的血統，我們不否認這點；但重要的是，我們以新加坡的立場思考，關心新加坡的權益，而不是以中國人的立場，為中國人的權益著想。」
李光耀領導的新加坡政府在1970年代开始与中華人民共和國交往，双方都放弃了之前的敌对政策（中华人民共和国国务院总理周恩来曾指责李光耀是“帝国主义的走狗”）。1976年5月，李光耀應邀首次訪華，会晤过中国共产党中央委员会主席毛泽东、国务院总理华国锋等多位中华人民共和国领导人。之後，他多次訪中國大陸，和邓小平、赵紫阳、李先念等中華人民共和國國家領導人會面。
李光耀对中华人民共和国领导人邓小平一直十分尊重，两人首次見面在1978年，时任国务院副总理邓小平出訪新加坡，並獲李的高規格接待。兩人确实有许多共同点，例如在经济上皆力主市場經濟和改革开放，皆留學歐洲，皆喜博覽群籍知識豐富，極具理想抱負遠見，施政手法精明務實，政治鬥爭經驗豐富，有戰爭經驗皆遇過生死關頭，自奉甚儉而正直廉潔，兩人都深具領導魅力等，因而李光耀與邓小平兩人被許多傳媒拿来比较。李曾公开为邓小平主持镇压六四学生运动辯護（虽然在六四天安门事件发生后，新加坡也曾向香港居民发出过2,000張移民签证），并認為「此類舉措與人權問題無關，是为维护国家稳定的必要手段」。1990年10月3日，新加坡共和國宣佈與中华人民共和国建立外交關係，成為同中華人民共和國建交最晚的亞洲國家之一。
1992年9月，李光耀赴江蘇考察，最后选择在苏州金鸡湖边的一片农田上启动并主導建設了了苏州工业园区的开发项目。同年12月，中華人民共和國主席楊尚昆訪問新加坡並與國務資政李光耀會談，兩人促成後來兩岸歷史性在新加坡舉行的辜汪會談。2007年，在苏州工业园区成立15周年的大会上，李光耀表示，自己当初选址苏州是正确的。
据统计，2013年之前《人民日报》曾经12次称李光耀为“中国人民的老朋友”。但在更早的改革开放以前，曾经94次称李光耀为“傀儡”（“帝国主义者的傀儡”、“新加坡李光耀傀儡政权”、“东姑阿都拉曼—李光耀傀儡集团”等是最常见的搭配形式），是“老朋友”称呼的近8倍。
2018年12月18日，在中國慶祝改革開放40週年大會上，李光耀獲頒「中國改革友誼獎章」。作为唯一获奖的東南亞國家政治人物，他獲中國官方評價為，「推動新加坡深度參與中国改革開放進程的政治家」。

#### 與中華民國（臺灣）的關係
李光耀与中華民國方面的關係十分密切。1970年代，新加坡和台灣进行了包括军事在內的多项合作，李本人也多次访问臺灣，与時任總統蔣經國私交很好。1988年李登輝上臺後，雙李也交往甚密，1989年3月李登輝就任總統後首次訪問即是新加坡。後來基於對李光耀友誼，李登輝在「辜汪會談」地點讓原本不是第一選擇的新加坡脫穎而出。
李光耀來訪臺灣，與蔣經國到溪頭，蔣見其與當地民眾以閩南語相談甚歡感到羨慕；蔣經國在國民黨會議上，與黨政要員們說：「我們一直想要打進臺灣人的圈子裏邊，臺灣人不習慣、不認同，因為我們不親切。我們就是先天劣勢，連李光耀都能跟臺灣人通話，我們不能。」還沮喪的對立法委員康寧祥說：「國外的元首訪問臺灣，竟然可直接與臺灣民眾交談，而我身為中華民國總統，不會講臺灣話，連李光耀與民眾說甚麼都聽不懂。」據親民黨主席宋楚瑜回憶：蔣經國自慚自己身為國家領導人，語言能力反不如李光耀，於是開始發憤學習閩南語，到蔣執政後期，雖仍不太會講，但幾乎都已聽得懂。
李登輝在《李登輝執政告白實錄》曾提及在1994年時，臺灣曾有構想由兩岸及新加坡合資成立船務公司，專門經營兩岸之間的海線運輸，並希望公司在新加坡註冊，以避免兩岸在主權上爭議。然而在9月李光耀訪問臺灣時，除了表達新加坡想當老闆外，更對李登輝鼓吹民族主義，認為美國人不可靠，臺灣不應該相信美國保護。對此李登輝僅表示臺灣最重要是民主化，前途應由人民決定。雙方呈現分歧，但並未破壞談話氣氛。然而李光耀之後言論開始轉向，將新加坡生意做不成的原因完全怪罪臺灣，並指責李登輝。李登輝對此懷疑李光耀是受到與江泽民會面時受其影響。陳水扁總統上臺後，一位美國共和黨重要人士在李光耀訪問前曾到臺灣私下會見李登輝、陳水扁，即向台灣當局暗示千萬不要找李光耀當中间人，該人士更直陳「與其找李光耀，還不如找的金大中」，表明美國對李光耀在亞太地區功能的觀點。

## 卸任之後
1990年，李光耀辞去总理职务，担任内阁资政（Senior Minister），維持其在政坛的影響力，被指“垂帘听政”。
1997年3月，李光耀在控告反对党领袖邓亮洪诽谤的文件中，指邻国马来西亚柔佛州治安差，惹来马来西亚朝野震怒，事后李光耀破天荒地为其失言道歉。 
2004年9月，李光耀之子李显龙接任总理后，英国《经济学人》杂志发表文章，指责新加坡政治中存在的裙带关系。李光耀威胁诉諸法律，后该杂志刊登了公开的道歉信与赔偿。但是新加坡的反对党指《经济学人》因在新加坡设有地区总部，因此新加坡的法律对此有司法管辖权，才迫使《经济学人》道歉。
2006年9月15日，李光耀在公共政策学院主办的莱佛士论坛上，发表“马来西亚和印尼政府有系统边缘化华人”相关言论，引起与邻国马来西亚与印尼的外交风波。
2011年新加坡大选，李光耀在拉票时说：“即使人民行动党输掉阿裕尼集选区，并非世界末日（意指行动党完蛋），可是阿裕尼选民可要后悔5年，因为行动党只会照顾她所胜的选区。”。这一番“忏悔论”惹来在野党的攻击，而选民也不甘被李光耀“威胁”，纷纷出门万人空巷地聚集在反对党所举行的群众大会声援反对党候选人，这迫使时任总理李显龙公开向选民道歉，并说李光耀那一套有话直说的治理方式已不合时宜。李光耀的言论也间接导致行動黨在大選中，获得建国以来最低得票率，并首次在阿裕尼集选区败给反对党工人党（人民行动党在独立后首次在集选区失利）。李光耀與另一位前总理吴作栋之后發表聯合聲明，宣布不會出任新內閣任何職務，自此李光耀正式引退。

## 逝世
2015年2月5日，李光耀因重症肺炎被送至新加坡中央医院治疗，并启用呼吸机。新加坡总理公署21日发表声明说，李光耀被入住进行治疗，当时病情处于稳定状态，在3月6日病情仍没有太大的变化。
3月17日，新加坡总理办公室发表声明称，李光耀的病情因感染出现恶化，医护人员对李光耀使用抗生素，并密切监控其病情。
3月23日凌晨3時18分（新加坡標準時間，UTC+8），李光耀因重症肺炎医治无效逝世，享耆壽91歲。
3月29日下午14时，在新加坡国立大学文化中心举行国葬。
许多政治分析员相信李光耀的逝世，让马来西亚前首相马哈迪·莫哈末成为东南亚最后的“老卫兵”。

## 家世
曾祖父李沐文（Lee Bok Boon）生於1846年。李沐文於1863年從大清广东省潮州府大埔县迁至英属印度海峽殖民地新加坡。
（根據李光耀的回憶整理的李光耀家族谱系图）
|               |               |               |               |                   |                   |                   |                   | 李沐文 1846－1884 | 李沐文 1846－1884 | 李沐文 1846－1884 | 李沐文 1846－1884 | 李沐文 1846－1884 | 李沐文 1846－1884 |                 |                 | 蕭喚娘 Seow Huan Neo 約1850－？ | 蕭喚娘 Seow Huan Neo 約1850－？ | 蕭喚娘 Seow Huan Neo 約1850－？ | 蕭喚娘 Seow Huan Neo 約1850－？ | 蕭喚娘 Seow Huan Neo 約1850－？ | 蕭喚娘 Seow Huan Neo 約1850－？ |                   |                   |                   |                   |                   |                   |                   |                   |                   |                   |                   |                   |                   |                   |                   |                   |  |  |               |               |               |               |               |               |  |  |               |               |               |               |               |               |  |  |
|               |               |               |               |                   |                   |                   |                   | 李沐文 1846－1884 | 李沐文 1846－1884 | 李沐文 1846－1884 | 李沐文 1846－1884 | 李沐文 1846－1884 | 李沐文 1846－1884 |                 |                 | 蕭喚娘 Seow Huan Neo 約1850－？ | 蕭喚娘 Seow Huan Neo 約1850－？ | 蕭喚娘 Seow Huan Neo 約1850－？ | 蕭喚娘 Seow Huan Neo 約1850－？ | 蕭喚娘 Seow Huan Neo 約1850－？ | 蕭喚娘 Seow Huan Neo 約1850－？ |                   |                   |                   |                   |                   |                   |                   |                   |                   |                   |                   |                   |                   |                   |                   |                   |  |  |               |               |               |               |               |               |  |  |               |               |               |               |               |               |  |  |
|               |               |               |               |                   |                   |                   |                   |                   |                   |                   |                   |                   |                   |                 |                 |                                 |                                 |                                 |                                 |                                 |                                 |                   |                   |                   |                   |                   |                   |                   |                   |                   |                   |                   |                   |                   |                   |                   |                   |  |  |               |               |               |               |               |               |  |  |               |               |               |               |               |               |  |  |
|               |               |               |               |                   |                   |                   |                   |                   |                   |                   |                   | 李雲龍 1871－？   | 李雲龍 1871－？   | 李雲龍 1871－？ | 李雲龍 1871－？ | 李雲龍 1871－？                 | 李雲龍 1871－？                 |                                 |                                 | 邱念娘 1883－？                 | 邱念娘 1883－？                 | 邱念娘 1883－？   | 邱念娘 1883－？   | 邱念娘 1883－？   | 邱念娘 1883－？   |                   |                   |                   |                   |                   |                   |                   |                   |                   |                   |                   |                   |  |  |               |               |               |               |               |               |  |  |               |               |               |               |               |               |  |  |
|               |               |               |               |                   |                   |                   |                   |                   |                   |                   |                   | 李雲龍 1871－？   | 李雲龍 1871－？   | 李雲龍 1871－？ | 李雲龍 1871－？ | 李雲龍 1871－？                 | 李雲龍 1871－？                 |                                 |                                 | 邱念娘 1883－？                 | 邱念娘 1883－？                 | 邱念娘 1883－？   | 邱念娘 1883－？   | 邱念娘 1883－？   | 邱念娘 1883－？   |                   |                   |                   |                   |                   |                   |                   |                   |                   |                   |                   |                   |  |  |               |               |               |               |               |               |  |  |               |               |               |               |               |               |  |  |
|               |               |               |               |                   |                   |                   |                   |                   |                   |                   |                   |                   |                   |                 |                 |                                 |                                 |                                 |                                 |                                 |                                 |                   |                   |                   |                   |                   |                   |                   |                   |                   |                   |                   |                   |                   |                   |                   |                   |  |  |               |               |               |               |               |               |  |  |               |               |               |               |               |               |  |  |
|               |               |               |               |                   |                   |                   |                   |                   |                   |                   |                   |                   |                   |                 |                 | 李進坤 1903－1993               | 李進坤 1903－1993               | 李進坤 1903－1993               | 李進坤 1903－1993               | 李進坤 1903－1993               | 李進坤 1903－1993               |                   |                   | 蔡认娘 1907－1980 | 蔡认娘 1907－1980 | 蔡认娘 1907－1980 | 蔡认娘 1907－1980 | 蔡认娘 1907－1980 | 蔡认娘 1907－1980 |                   |                   |                   |                   |                   |                   |                   |                   |  |  |               |               |               |               |               |               |  |  |               |               |               |               |               |               |  |  |
|               |               |               |               |                   |                   |                   |                   |                   |                   |                   |                   |                   |                   |                 |                 | 李進坤 1903－1993               | 李進坤 1903－1993               | 李進坤 1903－1993               | 李進坤 1903－1993               | 李進坤 1903－1993               | 李進坤 1903－1993               |                   |                   | 蔡认娘 1907－1980 | 蔡认娘 1907－1980 | 蔡认娘 1907－1980 | 蔡认娘 1907－1980 | 蔡认娘 1907－1980 | 蔡认娘 1907－1980 |                   |                   |                   |                   |                   |                   |                   |                   |  |  |               |               |               |               |               |               |  |  |               |               |               |               |               |               |  |  |
|               |               |               |               |                   |                   |                   |                   |                   |                   |                   |                   |                   |                   |                 |                 |                                 |                                 |                                 |                                 |                                 |                                 |                   |                   |                   |                   |                   |                   |                   |                   |                   |                   |                   |                   |                   |                   |                   |                   |  |  |               |               |               |               |               |               |  |  |               |               |               |               |               |               |  |  |
|               |               |               |               |                   |                   |                   |                   |                   |                   |                   |                   |                   |                   |                 |                 |                                 |                                 |                                 |                                 | 李光耀 1923－2015               | 李光耀 1923－2015               | 李光耀 1923－2015 | 李光耀 1923－2015 | 李光耀 1923－2015 | 李光耀 1923－2015 |                   |                   | 柯玉芝 1920－2010 | 柯玉芝 1920－2010 | 柯玉芝 1920－2010 | 柯玉芝 1920－2010 | 柯玉芝 1920－2010 | 柯玉芝 1920－2010 |                   |                   |                   |                   |  |  |               |               |               |               |               |               |  |  |               |               |               |               |               |               |  |  |
|               |               |               |               |                   |                   |                   |                   |                   |                   |                   |                   |                   |                   |                 |                 |                                 |                                 |                                 |                                 | 李光耀 1923－2015               | 李光耀 1923－2015               | 李光耀 1923－2015 | 李光耀 1923－2015 | 李光耀 1923－2015 | 李光耀 1923－2015 |                   |                   | 柯玉芝 1920－2010 | 柯玉芝 1920－2010 | 柯玉芝 1920－2010 | 柯玉芝 1920－2010 | 柯玉芝 1920－2010 | 柯玉芝 1920－2010 |                   |                   |                   |                   |  |  |               |               |               |               |               |               |  |  |               |               |               |               |               |               |  |  |
|               |               |               |               |                   |                   |                   |                   |                   |                   |                   |                   |                   |                   |                 |                 |                                 |                                 |                                 |                                 |                                 |                                 |                   |                   |                   |                   |                   |                   |                   |                   |                   |                   |                   |                   |                   |                   |                   |                   |  |  |               |               |               |               |               |               |  |  |               |               |               |               |               |               |  |  |
|               |               |               |               |                   |                   |                   |                   |                   |                   |                   |                   |                   |                   |                 |                 |                                 |                                 |                                 |                                 |                                 |                                 |                   |                   |                   |                   |                   |                   |                   |                   |                   |                   |                   |                   |                   |                   |                   |                   |  |  |               |               |               |               |               |               |  |  |               |               |               |               |               |               |  |  |
|               |               |               |               | 黄名扬 1951－1982 | 黄名扬 1951－1982 | 黄名扬 1951－1982 | 黄名扬 1951－1982 | 黄名扬 1951－1982 | 黄名扬 1951－1982 |                   |                   |                   |                   |                 |                 | 李显龙 1952－                   | 李显龙 1952－                   | 李显龙 1952－                   | 李显龙 1952－                   | 李显龙 1952－                   | 李显龙 1952－                   |                   |                   | 何晶 1953－       | 何晶 1953－       | 何晶 1953－       | 何晶 1953－       | 何晶 1953－       | 何晶 1953－       |                   |                   | 李玮玲 1955－2024 | 李玮玲 1955－2024 | 李玮玲 1955－2024 | 李玮玲 1955－2024 | 李玮玲 1955－2024 | 李玮玲 1955－2024 |  |  | 李显扬 1957－ | 李显扬 1957－ | 李显扬 1957－ | 李显扬 1957－ | 李显扬 1957－ | 李显扬 1957－ |  |  | 林雪芬 1957－ | 林雪芬 1957－ | 林雪芬 1957－ | 林雪芬 1957－ | 林雪芬 1957－ | 林雪芬 1957－ |  |  |
|               |               |               |               | 黄名扬 1951－1982 | 黄名扬 1951－1982 | 黄名扬 1951－1982 | 黄名扬 1951－1982 | 黄名扬 1951－1982 | 黄名扬 1951－1982 |                   |                   |                   |                   |                 |                 | 李显龙 1952－                   | 李显龙 1952－                   | 李显龙 1952－                   | 李显龙 1952－                   | 李显龙 1952－                   | 李显龙 1952－                   |                   |                   | 何晶 1953－       | 何晶 1953－       | 何晶 1953－       | 何晶 1953－       | 何晶 1953－       | 何晶 1953－       |                   |                   | 李玮玲 1955－2024 | 李玮玲 1955－2024 | 李玮玲 1955－2024 | 李玮玲 1955－2024 | 李玮玲 1955－2024 | 李玮玲 1955－2024 |  |  | 李显扬 1957－ | 李显扬 1957－ | 李显扬 1957－ | 李显扬 1957－ | 李显扬 1957－ | 李显扬 1957－ |  |  | 林雪芬 1957－ | 林雪芬 1957－ | 林雪芬 1957－ | 林雪芬 1957－ | 林雪芬 1957－ | 林雪芬 1957－ |  |  |
|               |               |               |               |                   |                   |                   |                   |                   |                   |                   |                   |                   |                   |                 |                 |                                 |                                 |                                 |                                 |                                 |                                 |                   |                   |                   |                   |                   |                   |                   |                   |                   |                   |                   |                   |                   |                   |                   |                   |  |  |               |               |               |               |               |               |  |  |               |               |               |               |               |               |  |  |
|               |               |               |               |                   |                   |                   |                   |                   |                   |                   |                   |                   |                   |                 |                 |                                 |                                 |                                 |                                 |                                 |                                 |                   |                   |                   |                   |                   |                   |                   |                   |                   |                   |                   |                   |                   |                   |                   |                   |  |  |               |               |               |               |               |               |  |  |               |               |               |               |               |               |  |  |
| 李修齐 1980－ | 李修齐 1980－ | 李修齐 1980－ | 李修齐 1980－ | 李修齐 1980－     | 李修齐 1980－     |                   |                   | 李毅鹏 1982－     | 李毅鹏 1982－     | 李毅鹏 1982－     | 李毅鹏 1982－     | 李毅鹏 1982－     | 李毅鹏 1982－     |                 |                 | 李鸿毅 1987－                   | 李鸿毅 1987－                   | 李鸿毅 1987－                   | 李鸿毅 1987－                   | 李鸿毅 1987－                   | 李鸿毅 1987－                   |                   |                   | 李浩毅 1989－     | 李浩毅 1989－     | 李浩毅 1989－     | 李浩毅 1989－     | 李浩毅 1989－     | 李浩毅 1989－     |                   |                   | 李绳武 1985－     | 李绳武 1985－     | 李绳武 1985－     | 李绳武 1985－     | 李绳武 1985－     | 李绳武 1985－     |  |  | 李桓武 1986－ | 李桓武 1986－ | 李桓武 1986－ | 李桓武 1986－ | 李桓武 1986－ | 李桓武 1986－ |  |  | 李韶武 1995－ | 李韶武 1995－ | 李韶武 1995－ | 李韶武 1995－ | 李韶武 1995－ | 李韶武 1995－ |  |  |

## 争议
李光耀是个极具争议且铁腕的独裁者，批评者认为他让新加坡没有新闻自由，在政治上也不民主，文化发展亦因政治需要而备受压抑，反对派长期受打压及迫害。

### 内安法令
李光耀打击政敌毫不手软，对反对党和异议者也一向出手狠辣。李光耀采取了相当不民主的手段对付政治反对者，包括新加坡建国后早期的共产党人和后来的政治异议人士。为争取华人支持，李光耀最初与马来亚共产党合作，人民行动党的创始成员中就有当时的马共人士，包括深孚众望的左翼政治活动家林清祥。李光耀也曾担任左翼工会的法律顾问。但李光耀后来和林清祥等人反目成仇。李光耀利用《内部安全法令》（新加坡的《内部安全法令》授予政府在必要时“不经审判”即得以“无限期拘禁”危害国家安全的人士），采取不经正当程序和公开审判的方式，将数百共产党人抓捕入拘留营。林清祥被逮捕关押和放逐多年，他领导的社会主义阵线（曾是殖民时代新加坡群众基础最广泛团体之一，被认为是马共的外围组织）后来长期处于非法状态，其他左翼领袖（如谢太宝）甚至有被关押达30年之久的，此外也有大批人被他驱逐到国外，终身不许回新加坡。政界被长期扣留的还有林福寿（医生）、傅树楷（医生，陈嘉庚外孙）、曾福华等人。商界的有陈六使（南洋大学主要创办人）被扣留和被撤消公民权。报人有李星可（指李光耀是个二毛子和数典忘祖的人）。马来报人有赛·扎哈利、沙末、依士迈等人。实际上，各界先后被扣留的人士数也数不清。 但李光耀却认为，这些做法是必须的，因为共产党人组织能力太强且按正常程序审判效率太低。直到1987年，新加坡当局还发动“光譜行動”，以“反共产主义颠覆”为由，未经审判便逮捕、关押了16名左翼知识分子，而这起名噪一时的“5·21事件”，16名受害人究竟是“共产主义者”，还是普通的自由知识分子，至今也没定论。

### 袋鼠法庭
在后来的政治生涯中，李光耀和新加坡政府不太使用内安法，改为以诽谤起诉政治对手，使其需要赔偿金钱，数额一般总是大到对方赔不起的程度，迫使对方宣告破产，从而被剥夺从事政治活动的资格。
1976年，新加坡律师惹耶勒南在竞选集会上称李光耀为李氏家族参与创办的李及李（Lee&Lee）律师楼谋取特殊利益，及“搞裙带关系，贪污受贿，不配当总理”，被李光耀起诉并被法庭判罚赔偿及支付律师费。
1987年，李光耀令内安局发动「光譜行動」，在未經審判的情况下，先後拘捕22人，包括天主教的神职人员、商人和海外畢業歸來的學生。他們被指控企圖推翻政府，在新加坡「建立馬克思主義的政權」。被捕人士否認指控，同時投訴被拘留期間遭到虐待和迫供。 时任新加坡律师公会主席的萧添寿律师，因为是其中一些被捕者的辩护律师，当他去探访委托人时，也被以内安法一并逮捕。一度对李光耀政策略有薄评的新加坡律师公会，从此彻底对政府俯首贴耳。
1994年10月7日，《国际先驱论坛报》发表新加坡国立大学美籍教师克里斯托弗·林戈尔（Christopher Lingle）的文章对李光耀进行如下抨击：“本区域一些容不下异己的政权在压制歧见方面，展示了相当精巧的手段……其他比较含蓄：依靠唯命是从的法官替他们把反对党人物整到破产”。李光耀一股脑起诉了该报的主编、出版人和作者，法庭判《国际先驱论坛报》支付损害赔偿和诉讼费，而作者林戈尔则在传票发出后逃离新加坡。
1996年，拟参加1997年新加坡大选的邓亮洪在竞选活动中称李光耀在购买两间公寓时涉嫌贪污受贿。李光耀提出诉讼，邓亮洪潜逃出国，没有出庭答辩，法庭判李光耀胜诉。李光耀对此评论道：“没有执政党会扶植反对党执政，必须在反对党羽翼未丰的时候铲除掉他们。”
在新加坡的法院上，李光耀每告必胜，每胜又必会得判足以让对方直接破产的巨额罚金，从此不得翻身。以著名的1997年李光耀等诉邓亮洪损害名誉案为例，可以发现，李光耀和人民行动党毫无顾忌的动用整个国家机器来打击反对人士，而新加坡法院完全是他们的附庸，依其意旨行事。被告的反对人士会遭遇到连坐家属，查抄资产，无法聘请律师，甚至被彻底剥夺辩护权，这些早就应该消失于法制社会的恶劣手段。李光耀们连基本的门面功夫都懒得做，只要达到消灭反对派骨干，并杀一儆百的效果。
对此外界形容，全球200多个国家，没有哪个国家的领导人像新加坡这样，控告媒体和反对派“诽谤”的次数这么多，而且全部都“胜诉”，并获得数十万美元的“赔偿”。有西方媒体以“袋鼠法庭”的称呼贬损之。“袋鼠法庭”在西方法律术语中，指所谓的“徒具形式、不合法律规章及正常规范”的法庭。

### 要挟选民
1991年，工人党提名的刘程强赢得后港选区的国会议席，后在1997、2001和2006年三次大选中连任。后港的选民也因此“付出代价”，自1990年代以来，后港地区存在组屋翻新滞后、公共交通规划不周等问题，工人党的支持者们认为，这是新加坡政府有意对后港选民进行“惩罚”。
在2011年新加坡大选前，李光耀对阿裕尼集选区的选民讲：“如果你们投给反对党，你们这里就会变成贫民区。”结果引起该选区选民反感，最终工人党战胜人民行动党，赢得了阿裕尼集选区的国会席位。

### 西方批评
李光耀在新加坡的政治实践遭到西方自由主义者严厉批评，严厉型法治也有诸多非议，但他从不在乎这些批评。1976年，在英国工党和荷兰工党的动议下，社会党国际以人民行动党偏离了民主社会主义主張的多党制、言论自由原则为理由，将其开除。

### 钳制媒体
李光耀执政后，尤为强调政府对媒体的监管。在新加坡，新闻媒体只能享有“有节制的权力和有约束的自由”，禁止和严惩一切攻击执政党以及鼓吹西方民主自由和生活方式的言论报道，禁止不利于国家安全和有可能导致种族和宗教对立的言论报道。 1971年，李光耀在赫尔辛基的国际报业大会上公开宣称：“一些人天真的以为新闻自由是神圣和绝对的。其实，新闻自由等于报社老板的自由。他有权聘请新闻从业人员，也有权开除他们。”1988年4月，李光耀在美国报章编辑协会演讲时声称：“将传媒视为第四权的理论，并不适合新加坡。我们不能让本地传媒扮演像美国传媒那样的角色：监察、对抗和质疑当权者”。
李光耀深知控制媒体，封杀一切对其不利的报道，是维持自己和人民行动党不容挑战地位的必要条件，在其执政后，便利用一切手段打压所有媒体，最终组建了垄断新加坡所有媒体的报业控股集团，从此新加坡就只剩下了对李光耀的歌功颂德之声。甚至对于外国媒体，李光耀也绝不放过，任何敢于批评他或新加坡体制的外国媒体或个人，如果不公开道歉并赔偿大笔罚金，就会被马上赶出新国，甚至连母公司及其主要股东也会连带受到牵连。这种强硬的手腕让包括《纽约时报》《经济学人》《华尔街日报》《亚洲周刊》和彭博新闻社等在内的诸多顶级国际媒体，也都不得不向他屈服让步。中国著名的“空派”经济学家谢国忠，就曾因为一份对新加坡表示不以为然的内部电邮泄漏，便被新加坡施压赶出了就职的摩根士丹利公司。
《华尔街日报》为此曾发表社论感慨说，“所有在新加坡发行的西方报刊，都受到新加坡政府的各种刁难。新加坡有世界一流的经济，并想成为该地区的金融中心，还期待成为中国和印度两大国之间的服务之桥，但如此严格限制信息的自由流通，不利于实现这样的目标。”
1997年，邓亮洪代表工人党参加静山集选区竞选。于是人民行动党利用其掌控的媒体资源对邓亮洪进行了强有力的打击。当时新加坡报刊上的标题有：“李光耀资政：采用邓亮洪做法，我国将成波斯尼亚”、“吴总理：邓亮洪是危险人物，不应让他进入国会”、“邓亮洪在玩火”、“多位议员指邓亮洪言论极端”、“邓亮洪若当选议员将像（澳大利亚）汉森掀起风波”、“吴总理指邓玩危险游戏，利用宗教课题鼓动情绪”、“别让邓亮洪破坏社会安宁”、“李资政：静山是关键战役，关系总理与两位副总理前途”、“吴总理：静山是总理对邓之战”、“吴总理：如果邓亮洪中选，我在国内外声誉将受打击”、“陈庆炎副总理；阻止邓亮洪进入国会，不是反对华族文化”、“偏激煽情者，应严厉对付”、“李资政：静山区集选区共有25个计票中心。哪个区最支持行动党，组屋将最优先获翻新”。

### 优生政策
1980年代初期，李光耀担心受过高等教育的新加坡女性选择不婚，乃提出了为人诟病的“优生学”理论，李光耀认为人的聪明才智有80%与遗传有关，20%同教育和环境有关，文化程度高的妇女生的孩子智商高、素质好，而且家庭教育环境也比较优越，所以孩子的发展前途远大。相反，文化程度低的妇女生的孩子智商低、素质差，而且也没有良好的教育环境。于是，他决定给予奖励鼓励受过高等教育的女子结婚生子，而教育程度偏低的女性若选择少生，则可获得现金“奖励”，李光耀的这一理论受到了国人尤其是职业妇女的强烈反对，被视为对女性的侮辱。 李光耀坚持认为优秀女性应多生孩子、优秀男性应选择优秀女性。李光耀曾想将他的这一想法转变为国策，但新加坡国內一些人指责李光耀是个不折不扣的精英主义者。这项政治宣传终因国内过大的反对声音而作罢，李光耀本人却依然坚持其立场正确，并在其自传中引用剑桥大学教授的研究为佐证來支持自己的看法。

### 严刑峻法
受二战时驻新加坡日军的治安政策影响，李光耀推崇严刑峻法、重刑重罚的法制理念。对于造成较大危害、判刑又不足以惩戒的罪犯适用鞭刑。新加坡鞭刑承袭于英国殖民统治时期。1966年前，新加坡鞭刑仅限于刑法中造成人民身心重大伤害的罪嫌，包括：重伤害、抢劫、强暴及猥亵等罪，然而，李光耀在1966年公布《破坏法》，以维护市容为目的来重罚处罚涂鸦及破坏公私财产的行为，将鞭刑范围进一步扩大，作为维持社会治安的工具。这种严厉的处罚为世界各国所罕见，也在国际社会引起广泛关注，1993年的美国少年鞭刑事件曾轰动国际社会一时。 许多国际人权组织强烈批评、反对新加坡的司法鞭刑。国际特赦组织形容新加坡鞭刑“残忍，不人道，有辱人格”。有些人认为新加坡鞭刑违反了联合国禁止酷刑公约，但是新加坡不在此公约的签署国当中。

### 裙带政治
李光耀的裙带政治也广受诟病，与李光耀相关的少数人占有着新加坡的大多数权力，李氏家族对新加坡的影响力非常大。李光耀的子女在新加坡皆身居要职，掌握了本国的政经大权，新加坡可谓是李氏的“家天下”。李光耀儿子李显龙在2004年8月接替吴作栋就任新加坡总理至今，被外界批为“隔代世袭”。 李显龙妻子何晶任政府控股的淡马锡控股执行董事兼总裁，李显龙的弟弟李显扬则经营新加坡电信。

### 双语政策争议
在1965年新加坡独立之后，中华总商会拜访李光耀并要求他将华语列为新加坡的国语。李光耀认为如果将华语列为国语将会导致交易不便而导致外邦不愿与新加坡进行交易合作，并且拒绝接受中华总商会的要求。李光耀指出自从执行南洋大学合并之后，他经常被马来西亚受华语教育人士的批评摧毁华文教育。
1965年独立后，李光耀用“新加坡被几亿敌对的马来人包围”恐吓华裔（但他自己卻引進大量印度及馬來人勞工來降低新加坡華人人口比例），用“人民行动党之外的反对派都是大汉族主义者”恐吓马来裔、印裔，用穆斯林恐吓基督徒、佛教徒、多神论、无神论者，用基督徒压制多神论者、无神论者、穆斯林，用英校生取代並领导华校生和持方言者，用持方言者牵制英校生……连始终忠实追随他，帮助他赢得和巩固了政权的人民行动党大批元老，如王永元、杜进才、王邦文、惹耶耶南、丹那巴南……也或因为并非出身英校生的小圈子，或是对他不够俯首贴耳，也先后都被边缘化，直至强迫退职。
自独立的那一天起，新加坡当局就不断试图拿南洋大学开刀。当华人激烈反弹，政府不得不妥协后，李光耀就在70年代初打出“双语文化”旗号，在全新加坡强制以英语作为中小学第一教学语言，从而使新加坡华裔的母语能力直线下降。最终让南洋大学成为无源之水，无本之木，不得不在1980年关闭，被并入用英语教学的新加坡国立大学。
在李光耀逝世后，马来亚南洋大学校友会发布文告称，李光耀政府关闭南洋大学，压制华文教育仍是不可原谅的，并指新加坡凭着其优良的地理位置，勤劳人民的劳动及工商界的贡献而取得的成绩，将这一切荣耀归功于李光耀是不恰当的。文告还声明：“历史上有如下不可磨灭的记载，首先是无理漠视民族权益而关闭由马新两地人民共建的南洋大学，其次是压制华文教育，导致华文中、小学式微，瘫痪华文教育体系和文化的根基，令一个占有新加坡人口百分之七十五的华裔人群失去母语教育权利。”文告也指，在基本人权方面，李光耀领导的政府以莫须有的罪名，褫夺了南大创办人陈六使先生的公民权。“因政见不同而囚禁我们的同学谢太宝长达二十余年；此外，我们的同学因其政策而被令停学、开除、逮捕，驱逐出境多达数百人，是世界高等学府受摧残之最。”另一方面，文告说，李光耀的语文政策将英文提到最高地位，压制母语教育，使得新加坡人民的精神文明处于无根状态，历史已有证明。

### 诽谤马来西亚柔佛治安风波
1997年1月，时任反对党领袖邓亮洪遭李光耀、时任总理吴作栋等11人控告诽谤，被要求赔偿名誉损失，邓亮洪连夜渡过新柔长堤去到马来西亚柔佛州。后李光耀起诉邓亮洪时，在宣誓书中指柔佛是一个以枪击、拦途抢钱劫车著称的州属。宣誓书于同年3月曝光后，随即在马来西亚引起公愤，马来西亚各大小领袖、各族人民、各类团体及政党都纷纷抗议，要李光耀收回污蔑性言论并且向马来西亚道歉。马来西亚交通部长林良实指责李光耀的说法毫无根据，外交部长阿都拉·巴达威也召见新加坡驻马最高专员，表达马来西亚人的不满。
3月12日，李光耀通过其新闻秘书发出一份文告说：“李光耀已就他冒犯柔佛州的谈话，毫无保留地向马来西亚政府和人民公开道歉”。文告中也说李光耀久未到柔佛，因此不甚了解该州。
时任马来西亚首相马哈迪·莫哈末接受这项道歉，但他说，所谓“不甚了解柔佛”，只是个“借口”。

### 马来西亚与印尼华人边缘论
2006年9月15日，李光耀在公共政策学院主办的莱佛士论坛上，发表「马来西亚和印尼政府有系统边缘化华人」相关言论，引起与邻国马来西亚与印尼的外交风波。李光耀在论坛上提到新加坡同印尼和马来西亚的关系时，指印尼前总统优素福·哈比比曾形容新加坡像绿色海洋所包围的「小红点」，而小红点就是迫使新加坡，像印尼国内的华人一样，对他言听计从。接着形容马来西亚华人被有系统地边缘化，激起马印两国政府强烈反响。马来西亚和印尼两国的政治人物纷纷对此表示不满，并要求新加坡对李光耀的言论作出解释和道歉。马来西亚前首相马哈迪·莫哈末批评李光耀傲慢及不尊重邻国，并反击说马来西亚也可以质疑新加坡把当地马来人边缘化。印尼前总统哈比比指形容「小红点」是激励印尼青年向新加坡学习，但原意被歪曲了。
9月30日，李光耀为其发表的言论向马来西亚首相阿都拉·巴达威道歉，但不收回言论。
10月3日，马来西亚首相阿都拉在新闻发布会上表明，无法接受李光耀在回函中以新加坡需要强势政府与马印周旋，作为他发表边缘化言论的前提，他也重申，李光耀没有必要发表上述言论，因为有关言论可能导致马来西亚的种族关系出现紧张局面。10月14日，阿都拉接受美国《有线电视新闻网》（CNN）的《亚洲名人聊天室》（Talk Asia）节目主持安琪莉劳伍（Anjali Rao）的访问时再次驳斥李光耀的这番言论，并指这是没有根据的指责：“是的，它（李光耀的指责）毫无根据。这是一个引起许多人民不高兴的议题。”“为什么？因为某些人认为他的言论干涉马来西亚内政。”“马来西亚华裔的生活很好。他们甚至比土著和马来人更成功。”
一些政治评论员认为，李光耀根本就没有就其言论道歉。马来西亚战略研究机构首席分析员黄永安表示，李光耀的信中虽向阿都拉·巴达威表示抱歉，但是这并不意味着他收回之前引起轩然大波的边缘论。隆雪华堂执行长陈亚才也深有同感地表示，李光耀并没有承认他的言论有错，他只是因为其言论引起马来西亚首相情绪上的波动而表示歉意。

### 后悔没早点关南洋大学论
2010年1月2日，李光耀接受《国家地理杂志》专访时声称，后悔没早点关闭南洋大学，关闭理由为南大调低毕业水平，导致毕业生素质变差，大学文凭沦为无价之物，皆以中学文凭取而代之。他指出，新加坡当时为日本与欧美半导体厂商前往设厂的中枢，当时的大趋势让受华文教育者吃亏。他也自称自己是个“实用主义者”，并指某些人把语言、文化和生活当成人生的全部并不恰当，单靠华文不能在新加坡过活。
南洋大学校友会异口同声驳斥李光耀的言论不符实，并要求他收回言论并加以道歉。前马来亚南大校友会署理会长陈培和建议，发信征求所有校友会同意，要求李光耀收回言论和道歉，必要时采取法律诉讼行动，陈培和也指出，李光耀政府早前关闭南大存在政治议程，是基于“英语至上”和“政治利益”上将南大关闭，并断送华文教育的生存。马来亚南洋大学校友会与霹雳南洋大学校友会校友也针对李光耀“后悔论”在交流联欢会上发表看法，马来亚南大校友会主席刘庆祺说，校友皆对李光耀的言论感到愤怒。
此外，校友会也揭露李光耀的不实指控，历史证明南大存在短短25年在各大领域的成就有目共睹，李光耀的言论一举否决了百万华人创办南洋大学的努力。

### 批评伊斯兰教
2011年2月，李光耀的新书《严峻的现实》（Hard Truths）中，对拥有500万人口的城市国家新加坡的族群多元性作了一番论述。他指出：“我们的发展一直不错，直到伊斯兰浪潮的到来。”李光耀的观点是，与穆斯林相比，其他的族群社区融入社会都更加容易：“今天，我们可以融合所有的宗教和民族，但伊斯兰教除外。”他还补充说：“在社会上，穆斯林并不会引起什么问题，但他们与其他人不同，并且封闭在自己的圈子里。”
这样的表述在穆斯林中激起了愤怒，在网络论坛上一位评论者表示：“你和你的家人拜哪个神，就像你吃什么喝什么一样是个人的事，我们穆斯林并不在意别人的宗教生活。”并告诫李光耀“管好自己的事”。
新加坡穆斯林专业人士协会（Association of Muslim Professionals）对李光耀的言论深表遗憾，因为它“伤害了穆斯林社区，并具有分裂社会的潜在危险”。该协会在一份声明中表示，“像其他新加坡人一样，我们崇尚宗教信仰的多元性”，并指出：“一个好的穆斯林意味着同时要作一个好的新加坡公民，这是义不容辞的。”

## 評價

### 正面
2015年李光耀逝世后，马来西亚前首相马哈迪·莫哈末在其部落格发表了主题为“光耀与我”的文章，他对李光耀的逝世表示悲伤及哀悼，他说他经常跟这位新加坡老将交锋，但对这新生的国家茁壮成长上提供了不分仇敌的意见，他还写随着李光耀的逝世，东盟在没有李光耀及印尼第二任总统苏哈托下失去了强势领导。
2016年4月，在李光耀逝世一周年里，马哈迪向媒体表示新加坡人必需珍惜李光耀的付出与牺牲，指他是新加坡今日成功的重要关键。马哈迪表示李光耀有责任把新加坡转变成拥有世界级港口和航空枢纽的金融中心 。他说人们全部需要记住这些成就，还有表示李光耀的立场与马来西亚的立场不一样。

### 负面
李光耀是个极具争议的政治强人，反对者常指责他让新加坡没有新闻自由，在政治上也不民主，文化發展亦因政治需要而備受壓抑，反對派長期受打壓及迫害。李光耀掌权以来，引用殖民地时期制定的《内部安全法令》囚禁约2600名异己。前国会议员谢太宝甚至在未经审判的情况下，被新加坡当局监禁与软禁长达32年（监禁23年，软禁9年）之久。
常与李光耀交锋的马来西亚华人公会（马华公会）第三任总会长陈修信认为李光耀是“诡辩老手”（Past-master of half-truth），说一套，做一套（double-talk），很会混淆人们视听。
前中華民國總統李登輝曾評價：「李光耀的經歷，大家恐怕不清楚，在日本占領新加坡時，他替日本人做事，連俘虜的收容所的差事都做過。他的思想很『妙』，個人成分較強，例如他希望他兒子來接他，我從來都沒有這樣的觀念，我也最討厭這種想法。為什麼自己做總統，兒子就要做總統？這樣不是太好。」在提及李光耀的「亞洲價值」，李登輝表示：「亞洲確實有價值，但這個價值應該放在人的上面，其中沒有白人、黃人、黑人的區別，只要是人，都需要自由與民主。中國人受到封建的影響，容易用民族主義、國家主義來push（推动）一個觀念，李光耀的亞洲價值多少與此有關。他叫了很多中國人、儒教專家到新加坡製作教科書，在我看那是害死孩子。走出了新加坡，他的亞洲價值被接受的程度不高；在亞洲其他的地區，人民的要求不是這樣的。」李登輝認為，李光耀如果當初是生在臺灣，一定不會這樣。

## 荣誉

### 外国勋章奖章
- 勋一等旭日大绶章（日本，1967年）
- 修交勋章光化大章（韩国，1979年10月19日批准[82]）
- 柔佛王冠拿督斯里勋章（英语：Order of the Crown of Johor）（S.P.M.J.，马来西亚柔佛州，1984年4月9日）
- 文莱王室最高勋章（文莱，1990年）
- 桐花大绶章（日本，2015年3月23日[83]，2016年9月28日于东京追授[84]）

## 相关书籍
| 出版年份 | 标题                                     | 作家   | 出版社               | 备注 |
| -------- | ---------------------------------------- | ------ | -------------------- | --- |
| 2015年   | 《我所知道的李光耀：LKY Whom I Knew》    | 陈加昌 | 玲子传媒             | - ISBN 9789814671330 - 所获奖项： - 2015年非小说类十大好书 - 2015年亚洲周刊十大好书 - 2016年新加坡文学奖非小说类大奖 |
| 2016年   | 《超越岛国思维：李光耀的建国路与两岸情》 | 陈加昌 | 远见天下文化（台湾） | - 《亚洲周刊》年度推荐书 - ISBN 9789863209225                                                                        |

### 引用
1. 1 2  . 观察者网. 2015-03-23  [2015-03-25]. （原始内容存档于2020-03-07） （中文（简体））.
2. ↑  Vivian Giang 与 Gus Lubin. . Business Insider. 2011-06-21  [2012-09-07]. （原始内容存档于2021-03-09）.
3. 1 2  . 腾讯.   [2015-04-07]. （原始内容存档于2021-03-09） （中文（简体））.
4. 1 2 3  . Malaysiakini. 2006-09-30. （原始内容存档于2021-03-09） （中文）.
5. 1 2  . chedet.cc.   [2017-08-06]. （原始内容存档于2016-10-02） （美国英语）.
6. ↑  亦有一说其生於馬六甲萬里望。
7. ↑  .   [2010-07-27]. （原始内容存档于2021-03-09）.
8. ↑  . Daily Mail.   [2015-03-23]. （原始内容存档于2021-03-09） （英语）.
9. ↑  Frost & Balasingamchow 2009，第382頁.
10. 1 2  Frost & Balasingamchow 2009，第384頁.
11. ↑  Frost & Balasingamchow 2009，第385頁.
12. 1 2  . 文汇报. 2015-03-24  [2015-03-26]. （原始内容存档于2021-03-09） （中文（繁體））.
13. ↑  YouTube上的Singapore rejected
14. ↑  Chew 2015，第161頁.
15. ↑  Yao 2007，第2頁.
16. ↑  商丘羊. . 新加坡文献馆. 2015-03-25  [2015-03-26]. （原始内容存档于2021-02-07） （中文（简体））.
17. ↑  . 环球网. 2015-03-20. （原始内容存档于2015年4月2日）.
18. ↑  . 文匯網. 2015-03-23  [2015-03-24]. （原始内容存档于2021-03-09）.
19. ↑  . 城市商报（苏州）. 2015-03-18  [2015年3月18日]. （原始内容存档于2020-06-14）.
20. ↑  . 中华时报. 2015-03-27  [2015-03-31]. （原始内容存档于2015-04-02）.
21. ↑  . 關鍵評論網. 2019-01-10  [2020-02-01]. （原始内容存档于2021-03-09）.
22. ↑  鄒景雯訪問，《李登輝執政告白實錄》，臺北：印刻出版，2001年，357頁。
23. ↑  康寧祥：李光耀用臺語與民眾交談　曾讓蔣經國沮喪
24. ↑  李筱峰.《受夠馬英九，回想蔣經國》
25. ↑  .   [2015-03-24]. （原始内容存档于2016-03-04）.
26. ↑  鄒景雯訪問，《李登輝執政告白實錄》，臺北：印刻出版，2001年，360頁。
27. ↑  鄒景雯訪問，《李登輝執政告白實錄》，台北：印刻出版，2001年，361頁。
28. ↑  鄒景雯 訪問. . 台北: 印刻出版. 2001年: 362–363頁 （中文（臺灣））.
29. ↑  . 环球网.   [2015-03-30]. （原始内容存档于2019-06-08）.
30. ↑  . 光华网.   [2021-06-15]. （原始内容存档于2021-09-20） （美国英语）.
31. ↑  李光耀與吳作棟不會擔任新內閣任何職務[]
32. ↑  . 新华网. 2015年2月22日  [2015年2月22日]. （原始内容存档于2015年2月22日）.
33. ↑  . Channel 8. 2015年3月13日  [2015年3月13日]. （原始内容存档于2015年4月2日）.
34. ↑  . 网易. 2015-03-17  [2015年3月17日]. （原始内容存档于2015年3月19日）.
35. ↑  新加坡总理公署. . 2015-03-23  [2015-03-23]. （原始内容存档于2015-03-25）.
36. ↑  . 中国新闻网. 2015年3月23日  [2015年3月23日]. （原始内容存档于2015年3月24日）.
37. ↑  . South China Morning Post.   [2017-08-06]. （原始内容存档于2019-05-26） （英语）.
38. ↑  . Times. 1998-09-21  [2010-06-20]. （原始内容存档于2001-02-14）.
39. ↑  陈华彪. . Malaysiakini. 2015-03-23  [2021-05-06]. （原始内容存档于2021-07-25） （中文）.
40. ↑  . 新文网.   [2015-03-29]. （原始内容存档于2015-04-02） （中文（简体））.
41. ↑  李光耀 “温和独裁者”的一生 的存檔，存档日期2015-04-02.
42. ↑  兰台. . 凤凰网. 2015-03-22: 1  [2015-03-25]. （原始内容存档于2021-02-07） （中文（简体））.
43. 1 2 3 4  . 金融时报. 2006-10-13  [2023-04-14]. （原始内容存档于2023-04-18）.
44. 1 2  .   [2015-03-24]. （原始内容存档于2021-02-07）.
45. ↑  .   [2015-03-24]. （原始内容存档于2016-03-05）.
46. 1 2  . 新华网. 2010-04-02  [2015-03-26]. （原始内容存档于2015-04-02） （中文（简体））.
47. ↑  . 网易. 2015-03-20  [2015-03-26]. （原始内容存档于2015-04-02） （中文（简体））.
48. 1 2  .   [2015-03-24]. （原始内容存档于2017-11-07）.
49. ↑  .   [2015-03-24]. （原始内容存档于2020-12-01）.
50. ↑  .   [2015-03-24]. （原始内容存档于2016-03-05）.
51. 1 2 3  .   [2015-03-24]. （原始内容存档于2015-03-25）.
52. ↑  . 国际商业时报.   [2015-03-29]. （原始内容存档于2015-04-02）.
53. ↑  . 网易. 2015-03-24  [2015-03-24]. （原始内容存档于2015-04-02）.
54. ↑  .   [2015-03-24]. （原始内容存档于2017-09-16）.
55. ↑  .   [2020-07-13]. （原始内容存档于2021-03-09）.
56. ↑  . 搜狐网. 2015-03-19  [2015-03-25]. （原始内容存档于2021-03-09） （中文（简体））.
57. ↑  . 星洲网、南洋网. 2015-03-24  [2015-03-26]. （原始内容存档于2015-04-02） （中文（简体））.
58. 1 2 3  Richardson, Michael; Tribune, International Herald. . The New York Times. 1997-03-14  [2021-05-06]. ISSN 0362-4331. （原始内容存档于2021-09-20） （美国英语）.
59. ↑  . www.chinanews.com.   [2021-02-17]. （原始内容存档于2021-03-09）.
60. ↑  . news.sina.com.cn.   [2021-01-29]. （原始内容存档于2021-02-07）.
61. ↑  . 大纪元 www.epochtimes.com. 2006-09-24  [2021-01-29]. （原始内容存档于2021-02-07） （中文（简体））.
62. ↑  自由時報電子報. . 自由時報電子報. 2006-09-29  [2021-05-06]. （原始内容存档于2021-09-20）.
63. 1 2  . archive.kwongwah.com.my.   [2021-01-08]. （原始内容存档于2021-02-07）.
64. ↑  . Malaysiakini. 2006-10-02  [2021-01-29]. （原始内容存档于2021-03-09） （中文）.
65. ↑  . archive.kwongwah.com.my.   [2021-12-28]. （原始内容存档于2021-12-28）.
66. ↑  . www.thestar.com.my.   [2021-01-29]. （原始内容存档于2021-02-07）.
67. ↑  . 2006-10-03  [2021-01-08]. （原始内容存档于2021-03-09） （英国英语）.
68. ↑  . Malaysiakini. 2006-10-03  [2021-05-06]. （原始内容存档于2021-03-09） （中文）.
69. ↑  . edition.cnn.com.   [2021-05-06]. （原始内容存档于2021-07-25）.
70. ↑  实习记者黄思颍. . Malaysiakini. 2006-10-03  [2021-05-06]. （原始内容存档于2021-03-09） （中文）.
71. ↑  . 星洲网 Sin Chew Daily. 2010-01-02. （原始内容存档于2022-03-11） （英语）.
72. ↑  . 星洲网 Sin Chew Daily. 2010-01-06. （原始内容存档于2022-04-16） （英语）.
73. 1 2 3  .   [2021-05-07]. （原始内容存档于2021-08-11） （英国英语）.
74. ↑  . 星洲网 Sin Chew Daily. 2015-03-27. （原始内容存档于2022-10-23） （英语）.
75. ↑  hermes. . The Straits Times. 2016-04-05  [2017-08-06]. （原始内容存档于2018-07-01） （英语）.
76. ↑  . 中国报 China Press.   [2021-01-23]. （原始内容存档于2021-03-09） （美国英语）.
77. ↑  Tun Tan Siew Sin, Blue Print for Unity: Selected Speeches of Tun Tan Siew Sin, edited by Victor Morais (Kuala Lumpur: Malaysian Chinese Association Headquarters, 1972), p.104.
78. ↑  Tun Tan Siew Sin, Blue Print for Unity: Selected Speeches of Tun Tan Siew Sin, p.106.
79. ↑  李登輝受訪，鄒景雯訪問，《李登輝執政告白實錄》，台北：印刻出版，2001年，363頁。
80. ↑  李登輝受訪，鄒景雯訪問，《李登輝執政告白實錄》，台北：印刻出版，2001年，364頁。
81. ↑  李登輝受訪，鄒景雯訪問，《李登輝執政告白實錄》，台北：印刻出版，2001年，355頁。
82. ↑  . 대한민국 상훈.   [2022-07-22]. （原始内容存档于2022-06-19）.
83. ↑  （日語）. 外务省. 2016-03-08  [2021-10-07]. （原始内容存档于2021-01-26）.
84. ↑  （日語）. 外務省. 2016-09-28  [2021-12-30]. （原始内容存档于2021-12-29）.
85. ↑  . 玲子传媒 Lingzi Media. 2016-12-04 –Facebook （中文（新加坡））.